# Raión de Sokal
Sokal (en ucraniano: Сокальський район) fue un raión o distrito de Ucrania en el óblast de Leópolis. En la reforma territorial de 2020, su territorio fue incluido en el raión de Chervonohrad.
Comprendía una superficie de 1573 km².
La capital era la ciudad de importancia distrital de Sokal.

## Subdivisiones
Comprendía las ciudades de importancia distrital de Belz, Velyki Mosty, Sokal (la capital), Sosnivka y Úhniv, el asentamiento de tipo urbano de Zhvyrka y 32 consejos rurales. En 2017 se iniciaron los trámites para la adaptación de parte del raión al nuevo régimen local, al crearse una "comunidad territorial unificada" (hromada) con sede en Velyki Mosty y abarcando 11 pueblos. Había un total de 107 localidades en el raión. En el territorio del raión se enclavaban la ciudad de importancia regional de Chervonohrad y el asentamiento de tipo urbano de Hirnyk, que no pertenecían al raión y formaban conjuntamente una unidad directamente subordinada a la óblast.

## Demografía
Según estimación 2010 contaba con una población total de 94500 habitantes.

## Otros datos
El código KOATUU es 4624800000. El código postal 80000 y el prefijo telefónico +380 3257.